# Wilhelm zu Wied (1845–1907)

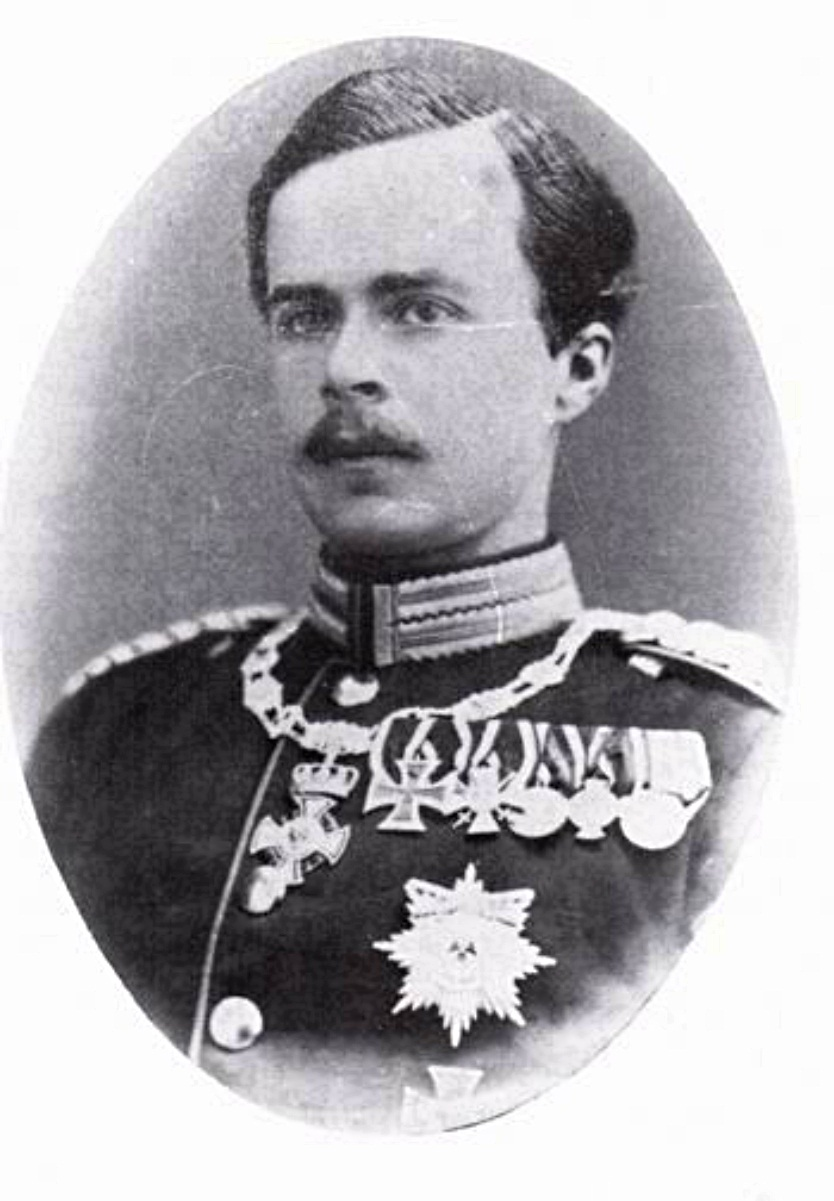
Wilhelm Fürst zu Wied

Wilhelm zu Wied, veröffentlicht 1901

Wilhelm Adolph Maximilian 5. Fürst zu Wied (auch Wilhelm Fürst zu Wied; * 22. August 1845 in Neuwied; † 22. Oktober 1907 ebenda) war ein deutscher Standesherr, Offizier und Politiker. Er war unter anderem Präsident des Flottenvereins und des Preußischen Herrenhauses.

## Militär
Während des Deutschen Krieges von 1866 war er Leutnant beim Generalstab der 2. Armee. Im Jahr 1869 wurde er zum Major à la suite ernannt. Er nahm 1870/71 am Deutsch-Französischen Krieg teil (3 Generalstabsoffizier beim Generalkommando des 11. Armeekorps).
Zwischen 1893 und 1897 war er kaiserlicher Kommissar und Militär-Inspekteur der freiwilligen Krankenpflege bei der Armee im Felde. Im Jahr 1893 wurde er zum General der Infanterie à la suite ernannt.

## Politik
Politisch war Wied ein Befürworter der Kolonialpolitik. Zwischen 1891 und 1892 war er Vorsitzender des Deutschen Antisklaverei-Komitees. Dieses finanzierte unter anderem Expeditionen in bislang unerforschte Gebiete in Afrika. Er war ab 1897 Mitglied im Kolonialrat und 1898 maßgeblich an der Gründung der Deutschen Kolonialschule für Landwirtschaft, Handel und Gewerbe in Witzenhausen beteiligt. Außerdem unterstützte er die Flottenpolitik. Wied war Mitbegründer und von 1898 bis 1901 Präsident des Flottenvereins.
Zwischen 1875 und 1886 war er Landtagsmarschall des rheinischen Provinziallandtages. Nach der Reformierung der Einrichtung war er von 1888 bis 1894 und von 1899 bis 1901 Vorsitzender des rheinischen Provinziallandtages. Ab 1878 war er Mitglied des Preußischen Herrenhauses. Dessen Präsident war er von 1897 bis 1903.
1885 datiert sein Eintritt als Ehrenritter beim Johanniterorden, 1896 wurde Wilhelm zu Wied in der Johanniterkirche Sonnenburg zum Rechtsritter der Kongregation, u. a. mit Ferdinand Graf von Zeppelin.

## Herkunft und Familie

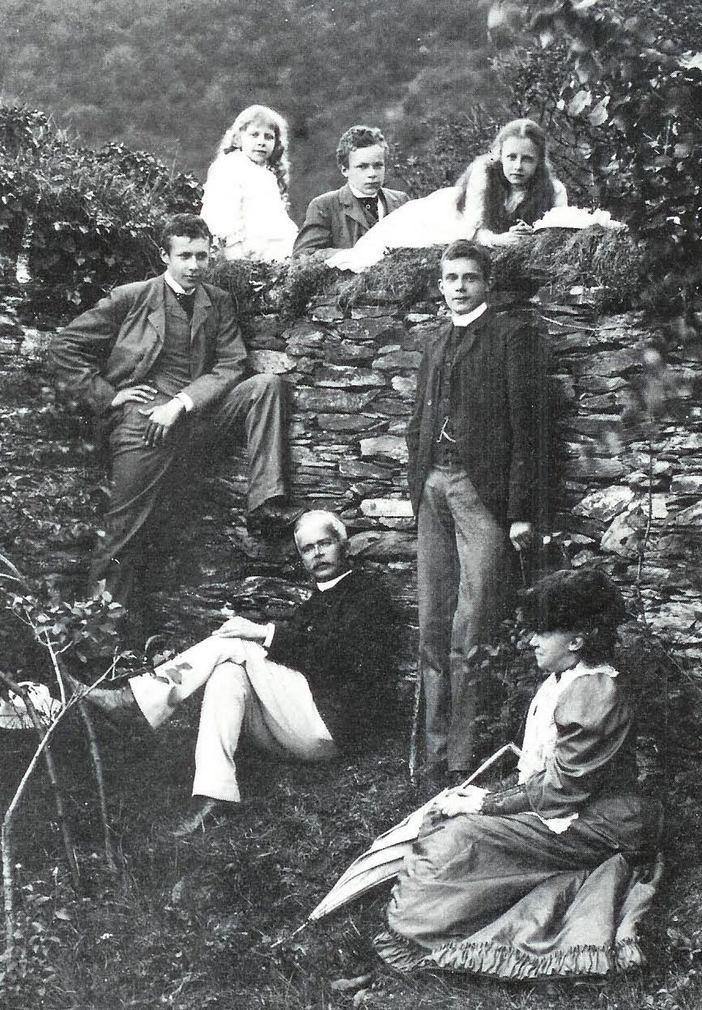
Wilhelm zu Wied und Familie

Er war der Sohn von Fürst Hermann zu Wied und der Prinzessin Marie von Nassau-Weilburg. Er wurde 1864 als Nachfolger seines verstorbenen Vaters regierender Fürst der Standesherrschaft Wied.
Im Jahr 1871 heiratete er Prinzessin Marie von Oranien-Nassau (1841–1910), Prinzessin der Niederlande. Aus der Ehe gingen hervor:
- Friedrich Fürst zu Wied (1872–1945)
- Alexander Prinz zu Wied (1874–1877)
- Wilhelm Prinz zu Wied (1876–1945). Er war 1914 für kurze Zeit Fürst von Albanien.
- Viktor Prinz zu Wied (1877–1946), deutscher Botschafter in Schweden 1933–1943
- Luise Prinzessin zu Wied (1880–1965)
- Elisabeth Prinzessin zu Wied (1883–1938)[3]